# كأس يوغوسلافيا 1987–88
كأس يوغوسلافيا 1987–88 هو الموسم 40 من بطولة كرة القدم الأوكرانية للهواة ‏. أشرف على تنظيمه اتحاد صربيا لكرة القدم، وفاز فيه نادي بوراتس بانيا لوكا.